# Judo-Europameisterschaften 1998
Die Judo-Europameisterschaften 1998 fanden vom 14. bis zum 17. Mai in Oviedo statt. Es waren die ersten Judo-Europameisterschaften im Spanien seit 1988 in Pamplona. Das Gastgeberland führte den Medaillenspiegel an und stellte zwei Titelträger, im Jahr zuvor hatte Belgien als Gastgeberland sechs Titelträger gestellt.
1998 waren die Gewichtsklassen im Vergleich zum Vorjahr geändert worden. Während die Obergrenzen im Superleichtgewicht gleich geblieben waren, war die Obergrenze im Halbschwergewicht bei den Männern um fünf Kilogramm und bei den Frauen um sechs Kilogramm angehoben worden.
Ulla Werbrouck hatte zuletzt vier Titel im Halbschwergewicht in Folge gewonnen, nach der Änderung der Gewichtsklassen siegte sie diesmal im Mittelgewicht. Hingegen gewannen Mark Huizinga im Mittelgewicht und Gella Vandecaveye im Halbmittelgewicht ihren dritten Titel in Folge. Selim Tataroğlu hatte im Vorjahr im Schwergewicht gewonnen, 1998 siegte er der offenen Klasse.

## Ergebnisse

### Männer
| Gewichtsklasse                 | Gold               | Silber              | Bronze                                  |
| ------------------------------ | ------------------ | ------------------- | --------------------------------------- |
| Superleichtgewicht (bis 60 kg) | Nestor Chergiani   | Ruslan Mirsalijew   | Óscar Peñas García Rashad Mamedou       |
| Halbleichtgewicht (bis 66 kg)  | Larbi Benboudaoud  | Islam Mazijew       | Patrick van Kalken Georgi Rewasischwili |
| Leichtgewicht (bis 73 kg)      | Giuseppe Maddaloni | Andrei Golban       | Ilja Tschimtschiuri Rafał Kozielewski   |
| Halbmittelgewicht (bis 81 kg)  | Bertalan Hajtós    | Mehman Assisow      | Dirk Radszat Iraklı Uznadze             |
| Mittelgewicht (bis 90 kg)      | Mark Huizinga      | Marko Spittka       | Dmitri Morosow Vincenzo Carabetta       |
| Halbschwergewicht (bis 100 kg) | Daniel Gürschner   | Radu Ivan           | Juri Stjopkin Ben Sonnemans             |
| Schwergewicht (über 100 kg)    | Tamerlan Tmenow    | Rafał Kubacki       | Selim Tataroğlu Imre Csősz              |
| Offene Klasse                  | Selim Tataroğlu    | Harry Van Barneveld | Dennis van der Geest Indrek Pertelson   |

### Frauen
| Gewichtsklasse                 | Gold                | Silber              | Bronze                                |
| ------------------------------ | ------------------- | ------------------- | ------------------------------------- |
| Superleichtgewicht (bis 48 kg) | Sarah Nichilo       | Tatjana Kuwschinowa | Jolanta Wojnarowicz Yolanda Soler     |
| Halbleichtgewicht (bis 52 kg)  | Raffaella Imbriani  | Georgina Singleton  | Isabelle Schmutz Marie-Claire Restoux |
| Leichtgewicht (bis 57 kg)      | Isabel Fernández    | Deborah Allan       | Magali Baton Deborah Gravenstijn      |
| Halbmittelgewicht (bis 63 kg)  | Gella Vandecaveye   | Sara Álvarez        | Nancy van Stokkum Radka Štusáková     |
| Mittelgewicht (bis 70 kg)      | Ulla Werbrouck      | Karin Kienhuis      | Ylenia Scapin Kate Howey              |
| Halbschwergewicht (bis 78 kg)  | Esther San Miguel   | Céline Lebrun       | Uta Kühnen Chloe Cowen                |
| Schwergewicht (über 78 kg)     | Karina Bryant       | Raquel Barrientos   | Christine Cicot Sandra Köppen         |
| Offene Klasse                  | Françoise Harteveld | Beata Maksymow      | Irina Rodina Katja Gerber             |

## Medaillenspiegel
| Rang | Land                   | Gold | Silber | Bronze | Gesamt |
| ---- | ---------------------- | ---- | ------ | ------ | ------ |
| 1    | Spanien                | 2    | 2      | 2      | 6      |
| 2    | Niederlande            | 2    | 1      | 5      | 8      |
| 3    | Deutschland            | 2    | 1      | 4      | 7      |
| 3    | Frankreich             | 2    | 1      | 4      | 7      |
| 5    | Belgien                | 2    | 1      | –      | 3      |
| 6    | Russland               | 1    | 2      | 3      | 6      |
| 7    | Vereinigtes Königreich | 1    | 2      | 2      | 5      |
| 8    | Türkei                 | 1    | –      | 2      | 3      |
| 9    | Georgien               | 1    | –      | 1      | 2      |
| 9    | Italien                | 1    | –      | 1      | 2      |
| 9    | Ungarn                 | 1    | –      | 1      | 2      |
| 12   | Polen                  | –    | 2      | 2      | 4      |
| 13   | Ukraine                | –    | 1      | 1      | 2      |
| 14   | Aserbaidschan          | –    | 1      | –      | 1      |
| 14   | Moldau                 | –    | 1      | –      | 1      |
| 14   | Rumänien               | –    | 1      | –      | 1      |
| 17   | Belarus                | –    | -      | 1      | 1      |
| 17   | Estland                | –    | -      | 1      | 1      |
| 17   | Schweiz                | –    | -      | 1      | 1      |
| 17   | Tschechien             | –    | -      | 1      | 1      |
|      | Total                  | 16   | 16     | 32     | 64     |